# Hôtel des deux mondes
Hôtel des deux mondes (deutscher Titel: Hotel zu den zwei Welten) ist ein Theaterstück des französischen Autors Éric-Emmanuel Schmitt, das 1999 erschienen ist.

## Handlung
In einem Hotel zwischen Leben und Tod, in das die Seelen aller Komapatienten kommen, treffen sich im Verlaufe des Stückes Personen mit unterschiedlicher Herkunft und unterschiedlichen Meinungen. Im Hotel zu den zwei Welten sind die Hotelgäste von ihren physischen Schmerzen, die ihre Körper gerade erleiden, befreit und müssen so entweder auf den Erfolg der Ärzte oder deren Misserfolg warten. Je nachdem fahren die Gäste mit einem Aufzug, dem einzigen Ausgang des Hotels, entweder wieder zurück auf die Erde, zurück ins Leben, oder hoch in den Himmel, in den Tod.

## Charaktere
- Julien Portal, ein 40-jähriger Journalist. Er ist ein absoluter Pessimist, dem in der Welt nichts gelingt. Der Grund, den er angibt, ist, dass er von dem Gedanken, nach dem Tod käme nichts mehr, gehindert wird, sein Leben richtig zu leben. Er glaubt, dass man nach dem Tod in denselben Zustand übergeht, den man vor der Geburt hatte, und dass da nichts komme. Erst als er die lebensfrohe Laura kennenlernt, merkt er, dass das Leben doch lebenswert ist. Die beiden verlieben sich ineinander, wobei sie ständig Angst haben müssen, dass der jeweils andere in den Aufzug steigen muss, was bedeuten würde, dass sie sich nie mehr wiedersehen können.
- Marie Martin, eine noch recht junge Putzfrau, die ihr ganzes Leben arbeiten musste, zunächst um der Mutter mit den 12 Geschwistern zu helfen, dann um ihre Familie zu versorgen. Sie ist zwar noch jung, landet aber schon mit einem Herzinfarkt im Koma. Sie wünscht sich, dass es nach dem Tod einen Garten mit Blumen und Bäumen gibt.
- Der Magier Radschapur, ein gesetzter Herr mit allerlei Gespür für die Menschlichkeit, welcher auf der Suche nach Antworten das eigene Schicksal betreffend zum Wahrsager wurde.
- Doktor S… teilt den „Gästen“ des Hotels den aktuellen Stand ihres Körpers auf Erden mit und führt sie auch zum Aufzug. Doktor S… ist geschlechtslos – Julien und der Magier sehen sie/ihn als Frau und der Präsident ihn/sie als Mann. Doktor S… hat selbst keinen Einfluss darauf, in welche Richtung der Aufzug die Personen bringt.
- Präsident Delbec, eine vollkommen egoistische Persönlichkeit, für die Ansehen und Vermögen an oberster Stelle stehen. Delbec stellt seinen christlichen Glauben unter keinen Umständen in Frage und ist daher auch der Ansicht, dass das „Hotel zu den zwei Welten“ gar nicht existieren kann, da es biblisch nicht erwähnt wird. So ist er überzeugt davon, sich in einem Krankenhaus zu befinden oder zu träumen.
- Laura, eine junge Frau, die seit ihrer Kindheit krank ist. Laura ist schon zum dritten[1] Mal Gast im Hotel zu den zwei Welten und freut sich, da sie an diesem Ort von ihren Schmerzen befreit ist und ohne Hilfsmittel gehen kann. Sie ist der Inbegriff des Optimismus. Ihr einziger Wunsch ist, sich zu verlieben und geliebt zu werden.
- Zwei stumme Rollen; ein weißer Mann und eine weiße Frau. Sie sind die Helfer von Doktor S… und werden nur von den Hotelinsassen gehört, von jedem allerdings auf andere Weise, was zum Streit über den Namen des Mannes führt.